# Vladimir Vinek
Vladimir Vinek (Kašina, 15 maggio 1901 – Lepoglava, 1945) è stato un calciatore jugoslavo, di ruolo attaccante.